# Patrick Schranner
Patrick Schranner (ur. 30 marca 1991 roku w Ingolstadt) – niemiecki kierowca wyścigowy.

## Kariera

### Starty w Niemczech
Schranner rozpoczął karierę w wyścigach samochodowych w 2009 roku od startów ADAC Formel Masters, gdzie raz stanął na podium. Z dorobkiem 109 punktów uplasował się tam na piątej pozycji w klasyfikacji generalnej. Rok później w tej samej serii pięciokrotnie odnosił zwycięstwa. Uzbierane 255 punktów pozwoliło mu zdobyć tytuł wicemistrza serii. W 2011 roku Niemiec startował w Niemieckiej Formule 3, gdzie uplasował się na jedenastej pozycji.